# Чемпіонат УРСР із шахів 1980
49-й чемпіонат України (УРСР) з шахів, що проходив у Харкові з 19 лютого по 5 березня 1980 року.
Чемпіоном України вперше став 22-річний майстер спорту з Севастополя Володимир Маланюк.

## Загальна інформація про турнір
Головний суддя турніру — Марк Усачій (міжнародна категорія, Київ).
Турнір проходив за швейцарською системою у 13 турів за участі 82 шахістів.
До Харкова з'їхалися, за винятком гросмейстерів, усі провідні шахісти України. Серед них — міжнародний майстер Михайло Підгаєць, торішній чемпіон Володимир Охотник та інші. Загалом в чемпіонаті взяли участь 28 майстрів спорту.
Після другого туру попереду було дев'ятеро учасників, серед них Юрій Червонов (Ворошиловград).
Після 4-го туру по 3½ очка мали четверо — майстри спорту з Києва Ігор Фойгель та Володимир Пересипкін, Володимир Маланюк (Севастополь) та кандидат у майстри львів'янин Альгірдас Бандза. Володимир Маланюк на старті турніру переміг двох досвідчених майстрів — Леоніда Каплуна (Тернопіль) та Леоніда Гофштейна (Київ), а також свого земляка О.Зілинського. У четвертому турі він зіграв унічию непросту партію з В.Пересипкіним. Слідом за лідерами йшли 11 шахістів (у тому числі — Михайло Підгаєць), які мали по 3 очка.
Після шести турів лідирували кандидати у майстри — львів'яни Альгірдас Бандза та Олександр Панченко, які в шести турах здобули п'ять очок. Ще вісім учасників набрали по 4½ очка, серед них — М.Підгаєць, В.Охотник і Валерій Жидков (Бровари). Цікаво, що ніхто з десяти лідерів не програв ще жодної партії.
За підсумками восьми турів турнірну таблицю одноосібно очолював Валерій Жидков — 6½ очка (+5-0=3). По 6 очок мали у своєму активі четверо шахістів, у тому числі — А.Бандза (+4-0=4), Олексій Косиков (Київ) та М.Підгаєць (+4-0=4).
Після 11 туру лідерство захопив Володимир Маланюк — 8½ очка, у М.Підгайця, І.Фойгеля та А.Бандзи було по 8 очок. Їх переслідували майстри спорту В.Охотник, Михайло Гуревич (Львів), О.Косиков та кандидати у майстри Олександр Хузман (Житомир) та Віктор Твердохлібов (Суми) — по 7½ очка.
У передостанньому турі лідер турніру Володимир Маланюк переміг М.Гуревича, а заключному турі кандидата у майстри Юрія Червонова, який на цей момент мав 8 перемог та 4 поразки, та прагнув здобути перемогу, яка давала йому право здобути одну з путівок на всесоюзну першість.
Отже, набравши 10½ очка з 13 можливих, чемпіоном України став 22-річний дебютант змагань Володимир Маланюк (Севастополь). Друге місце посів міжнародний майстер Михайло Підгаєць — 9½ очка.
А от долю третього призового місця, а також четвертого, яке давало право представляти Україну у всесоюзних відбірних турнірах, визначили додаткові показники — кількість перемог та коефіцієнт Бухгольца, оскільки одразу чотири учасники набрали однакову кількість очок — по 9. Торішній чемпіон України Володимир Охотник забезпечив собі «бронзу», у нього 7 перемог. У Валерія Жидкова та Ігора Фойгеля — по 6, але коефіцієнт Бухгольца кращий у Жидкова, тому йому присуджено 4 місце.
Львів'янин Альгірдас Банджа, у якого теж 9 очок, але лише 5 перемог, посів 6 місце.

## Підсумкова таблиця

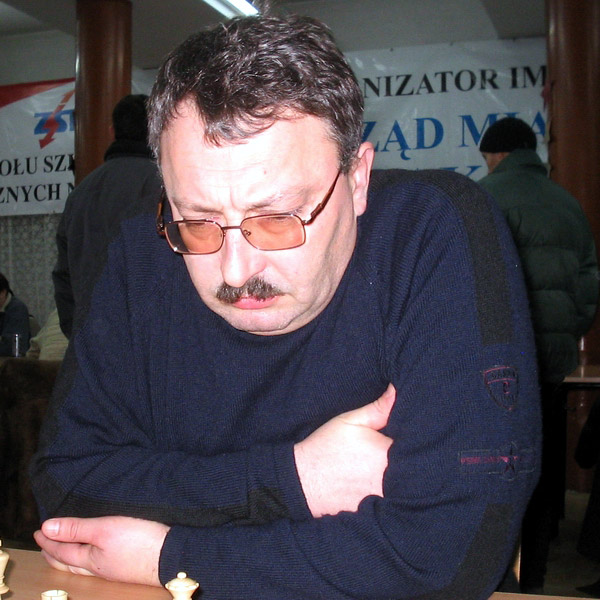
Володимир Маланюк — чемпіон України 1980 року (фото 2006 року)

| Місце             | Шахіст                 | Місто            |  | + | = | − | Очки | Дод1 |
| ----------------- | ---------------------- | ---------------- |  | - | - | - | ---- | ---- |
| Gold              | Володимир Маланюк      | Севастополь      |  |   |   |   | 10½  |      |
| Silver            | Михайло Підгаєць       | Одеса            |  |   |   |   | 9½   |      |
| Bronze            | Володимир Охотник      | Дніпропетровськ  |  | 7 | 4 | 2 | 9    | 7    |
| 4                 | Валерій Жидков         | Бровари          |  | 6 | 6 | 1 | 9    | 6    |
| 5                 | Ігор Фойгель           | Київ             |  | 6 | 6 | 1 | 9    | 6    |
| 6                 | Альгірдас Бандза       | Львів            |  | 5 | 8 | 0 | 9    | 5    |
| -                 | -                      | -                |  |   |   |   | -    |      |
| ?                 | Олександр Хузман       | Житомир          |  |   |   |   | ?    |      |
| ?                 | Віктор Твердохлібов    | Суми             |  |   |   |   | ?    |      |
| -                 | -                      | -                |  |   |   |   | -    |      |
| 10 — 16           | Олексій Косиков        | Київ             |  |   |   |   | 8    |      |
| 10 — 16           | Михайло Гуревич        | Львів            |  |   |   |   | 8    |      |
| 10 — 16           | Юрій Червонов          | Ворошиловград    |  | 8 | 0 | 5 | 8    |      |
| 10 — 16           | Леонід Гофштейн        | Київ             |  |   |   |   | 8    |      |
| 10 — 16           | Яків Лойфенфельд       | Київ             |  |   |   |   | 8    |      |
| 17 — 23           | Ігор Калинський        | Харків           |  |   |   |   | 7½   |      |
| 17 — 23           | Ігор Новіков           | Харків           |  |   |   |   | 7½   |      |
| 17 — 23           | Борис Тіманін          | Харків           |  |   |   |   | 7½   |      |
| -                 | -                      | -                |  |   |   |   | -    |      |
| 24 — ?            | Микола Мчедлов         | Харків           |  |   |   |   | 7    |      |
| 24 — ?            | Анатолій Лопухін       | Дніпродзержинськ |  | 3 | 2 | 8 | 7    |      |
| 24 — ?            | Олег Калінін           | Тернопіль        |  | 4 | 3 | 6 | 7    |      |
| -                 | -                      | -                |  |   |   |   | -    |      |
| ?                 | Сергій Куцин           | Київ             |  | 3 | 6 | 4 | 5    |      |
| -                 | -                      | -                |  |   |   |   | -    |      |
| ?                 | Борис Таборов          | Київ             |  |   |   |   | ?    |      |
| ?                 | Олександр Панченко     | Львів            |  |   |   |   | ?    |      |
| ?                 | Микола Легкий          | Одеса            |  |   |   |   | ?    |      |
| ?                 | Ігор Лабенський        | Рівне            |  |   |   |   | ?    |      |
| ?                 | Микола Кулинський      | Київ             |  |   |   |   | ?    |      |
| ?                 | Валерій Невєров        | Харків           |  |   |   |   | ?    |      |
| ?                 | Володимир Пересипкін   | Київ             |  |   |   |   | ?    |      |
| ?                 | Леонід Каплун          | Тернопіль        |  |   |   |   | ?    |      |
| ?                 | Анатолій Мачульський   | Харків           |  |   |   |   | ?    |      |
| ?                 | Ярослав Думанський     | Житомир          |  |   |   |   | ?    |      |
| ?                 | Вадим Карпман          | Харків           |  |   |   |   | ?    |      |
| ?                 | Ігор Солониця          | Харків           |  |   |   |   | ?    |      |
| ?                 | О. Зілинський          | Севастополь      |  |   |   |   | ?    |      |
| ?                 | М. Льоткін             | Одеса            |  |   |   |   | ?    |      |
| ?                 | Володимир Балинський   | Чернівці         |  |   |   |   | ?    |      |
| ?                 | Петро Марусенко        |                  |  |   |   |   | ?    |      |
| ?                 | Борис Румянцев         |                  |  |   |   |   | ?    |      |
| ?                 | Євген Литвин           | Харків           |  |   |   |   | ?    |      |
| ?                 | О. Коляков             |                  |  |   |   |   | ?    |      |
| ?                 | Дмитро Лондон          |                  |  |   |   |   | ?    |      |
| ?                 | Віталій Денисенко      | Суми             |  |   |   |   | ?    |      |
| ?                 | Леонід Зайд            | Київ             |  |   |   |   | ?    |      |
| ?                 | Семен Шушковський      | Кривий Ріг       |  |   |   |   | ?    |      |
| ?                 | Олександр Кабатянський |                  |  |   |   |   | ?    |      |
| ?                 | П. Шевченко            |                  |  |   |   |   | ?    |      |
| ?                 | Олександр Вайсман      | Харків           |  |   |   |   | ?    |      |
| ?                 | Олександр Козлов       | Харків           |  |   |   |   | ?    |      |
| ?                 | Артур Соболєв          | Харків           |  |   |   |   | ?    |      |
| ?                 | Сергій Квятковський    | Харків           |  |   |   |   | ?    |      |
| ?                 | В. Співаковський       | Херсон           |  |   |   |   | ?    |      |
| ?                 | Олександр Яковлєв      | Запоріжжя        |  |   |   |   | ?    |      |
| ?                 | Віктор Москаленко      | Одеса            |  |   |   |   | ?    |      |
| ?                 | М. Глізер              | Київ             |  |   |   |   | ?    |      |
| ?                 | Володимир Фельдман     | Житомир          |  |   |   |   | ?    |      |
| ?                 | Дмитро Левін           |                  |  |   |   |   | ?    |      |
| ?                 | Аркадій Шмирін         | Миколаїв         |  |   |   |   | ?    |      |
| ?                 | Андрій Махно           |                  |  |   |   |   | ?    |      |
| ?                 | Віталій Песоцький      | Київ             |  |   |   |   | ?    |      |
| ?                 | Володимир Онопрієнко   | Армянськ         |  |   |   |   | ?    |      |
| ?                 | Олександр Хузман       | Житомир          |  |   |   |   | ?    |      |
| ?                 | Ігор Вайнерман         | Житомир          |  |   |   |   | ?    |      |
| ?                 | Володимир Галахов      | Одеса            |  |   |   |   | ?    |      |
| ?                 | В. Гаєвський           | Дніпропетровськ  |  |   |   |   | ?    |      |
| ?                 | Ігор Хмельницький      |                  |  |   |   |   | ?    |      |
| ?                 | І. Дурнопянов          |                  |  |   |   |   | ?    |      |
| ?                 | Володимир Грохотов     | Полтава          |  |   |   |   | ?    |      |
| ?                 | Руслан Погорєлов       | Львів            |  |   |   |   | ?    |      |
| ?                 | Фелікс Левін           | Львів            |  |   |   |   | ?    |      |
| ?                 | М. Тельман             |                  |  |   |   |   | ?    |      |
| -                 | -                      | -                |  |   |   |   | -    |      |
| Всього 82 шахісти |                        |                  |  |   |   |   |      |      |